# وزارة الاقتصاد الرقمي والريادة (الأردن)
وزارة الاقتصاد الرقمي والريادة (سابقًا: وزارة الاتصالات وتكنولوجيا المعلومات) هي الجهة المسؤولة عن وضع السياسات والتشريعات لتنظيم قطاع تكنولوجيا المعلومات والإتصالات والبريد، واستكمال وإدامة شبكة الحكومة الألكترونية في الأردن ، بالإضافة إلى دعم المبادرات في مجال الاتصالات والتكنولوجيا، سابقاً كان قطاع البريد والبرق والهاتف من مهام وزارة المواصلات، لكن ونظراً لتطور قطاع الإتصالات تم استحداث الوزارة واصبحت شركة البريد الأردني تتبع الوزارة وإضافة مهام أخرى اليها . مجد شويكة هي الوزير الحالي للوزارة .
في مايو 2019 جرى تغيير مسمّى الوزارة واستحداث تسمية: «وزارة الاقتصاد الرقمي والريادة» وذلك بغرض دعم عملية التحول الرقمي وتبني مفاهيم الاقتصاد الرقمي، بالإضافة لتسهيل وتطوير منظومة ريادة الأعمال في الأردن.

## الوزراء
| الصورة                              | الاسم (مواليد–وفاة)    | فترة شغل المنصب | فترة شغل المنصب | فترة شغل المنصب               | الحكومة                                                     | ملاحظات        |
| الصورة                              | الاسم (مواليد–وفاة)    | تولى المنصب     | غادر المنصب     | المدة                         | الحكومة                                                     | ملاحظات        |
| وزير المواصلات                      | وزير المواصلات         | وزير المواصلات  | وزير المواصلات  | وزير المواصلات                | وزير المواصلات                                              | وزير المواصلات |
| ----------------------------------- | ---------------------- | --------------- | --------------- | ----------------------------- | ----------------------------------------------------------- | -------------- |
|                                     | علي الكايد (1875–1958) | 6 آب 1939       | 27 تموز 1941    | 1 سنة و355 أيام               | حكومة توفيق أبو الهدى الثانية حكومة توفيق أبو الهدى الثالثة |                |
|                                     | الاسم (0000–0000)      | 01 شهر 0000     | 01 شهر 0000     | 1 سنة و31 أيام                | الحكومة                                                     |                |
|                                     | الاسم (0000–0000)      | 01 شهر 0000     | 01 شهر 0000     | 1 سنة و31 أيام                | الحكومة                                                     |                |
| وزير البريد والاتصالات              |                        |                 |                 |                               |                                                             |                |
|                                     | الاسم (0000–0000)      | 01 شهر 0000     | 01 شهر 0000     | 1 سنة و31 أيام                | الحكومة                                                     |                |
|                                     | الاسم (0000–0000)      | 01 شهر 0000     | 01 شهر 0000     | 1 سنة و31 أيام                | الحكومة                                                     |                |
|                                     | الاسم (0000–0000)      | 01 شهر 0000     | 01 شهر 0000     | 1 سنة و31 أيام                | الحكومة                                                     |                |
|                                     | الاسم (0000–0000)      | 01 شهر 0000     | 01 شهر 0000     | 1 سنة و31 أيام                | الحكومة                                                     |                |
|                                     | الاسم (0000–0000)      | 01 شهر 0000     | 01 شهر 0000     | 1 سنة و31 أيام                | الحكومة                                                     |                |
| وزير الاتصالات وتكنولوجيا المعلومات |                        |                 |                 |                               |                                                             |                |
|                                     | الاسم (0000–0000)      | 01 شهر 0000     | 01 شهر 0000     | 1 سنة و31 أيام                | الحكومة                                                     |                |
|                                     | حاتم الحلواني (1948-)  | 11 أكتوبر 2012  | 30 مارس 2013    | 170 أيام                      | حكومة عبد الله النسور الأولى                                |                |
| 30 مارس 2013                        | حاتم الحلواني (1948-)  | 21 أغسطس 2013   | 144 أيام        | حكومة عبد الله النسور الثانية |                                                             |                |
|                                     | عزام سليط (1966-)      | 21 أغسطس 2013   | 2 مارس 2015     | حكومة عبد الله النسور الثانية | 1 سنة و193 أيام                                             |                |
|                                     | مجد شويكة (1966-)      | 2 مارس 2015     | 29 مايو 2016    | حكومة عبد الله النسور الثانية | 1 سنة و88 أيام                                              |                |
| 1 يونيو 2016                        | مجد شويكة (1966-)      | 25 سبتمبر 2016  | 116 أيام        | حكومة هاني الملقي الأولى      |                                                             |                |
| 28 سبتمبر 2016                      | مجد شويكة (1966-)      | 14 يونيو 2018   | 1 سنة و259 أيام | حكومة هاني الملقي الثانية     |                                                             |                |
|                                     | مثنى غرايبة (1980–)    | 14 يونيو 2018   | 9 مايو 2019     | 329 أيام                      | حكومة عمر الرزاز                                            |                |
| وزير الاقتصاد الرقمي والريادة       |                        |                 |                 |                               |                                                             |                |
|                                     | مثنى غرايبة (1980–)    | 9 مايو 2019     | 12 أكتوبر 2020  | 1 سنة و156 أيام               | حكومة عمر الرزاز                                            |                |
|                                     | أحمد الهناندة (1973–)  | 12 أكتوبر 2020  | 15 سبتمبر 2024  | 3 سنوات و342 أيام             | حكومة بشر الخصاونة                                          |                |
|                                     | سامي سميرات (1971–)    | 18 سبتمبر 2024  | في المنصب       | 306 أيام                      | حكومة جعفر حسان                                             |                |

## مواضيع ذات صلة
- الاتصالات في الأردن
- الإنترنت في الأردن